# Lubostań
Lubostań (ros. Любостань) – wieś (ros. село, trb. sieło) w zachodniej Rosji, centrum administracyjne sielsowietu lubostańskiego w rejonie bolszesołdatskim obwodu kurskiego.

## Geografia
Miejscowość położona jest 16 km od centrum administracyjnego rejonu (Bolszoje Sołdatskoje), 56 km od Kurska.
W granicach miejscowości znajdują się ulice: Gniezdiłowka, Golewka, Dalniaja, Kotowka, Krasniewka, Kurowka, Lesowszczina, Szewielewka, Mołodiożnaja, Mira, Lubowka, Nowosiołowka, Oriechowka, Rybnica, Centralnaja, Szkolnaja.

## Demografia
W 2010 r. miejscowość zamieszkiwało 601 osób.